# 大火地岛

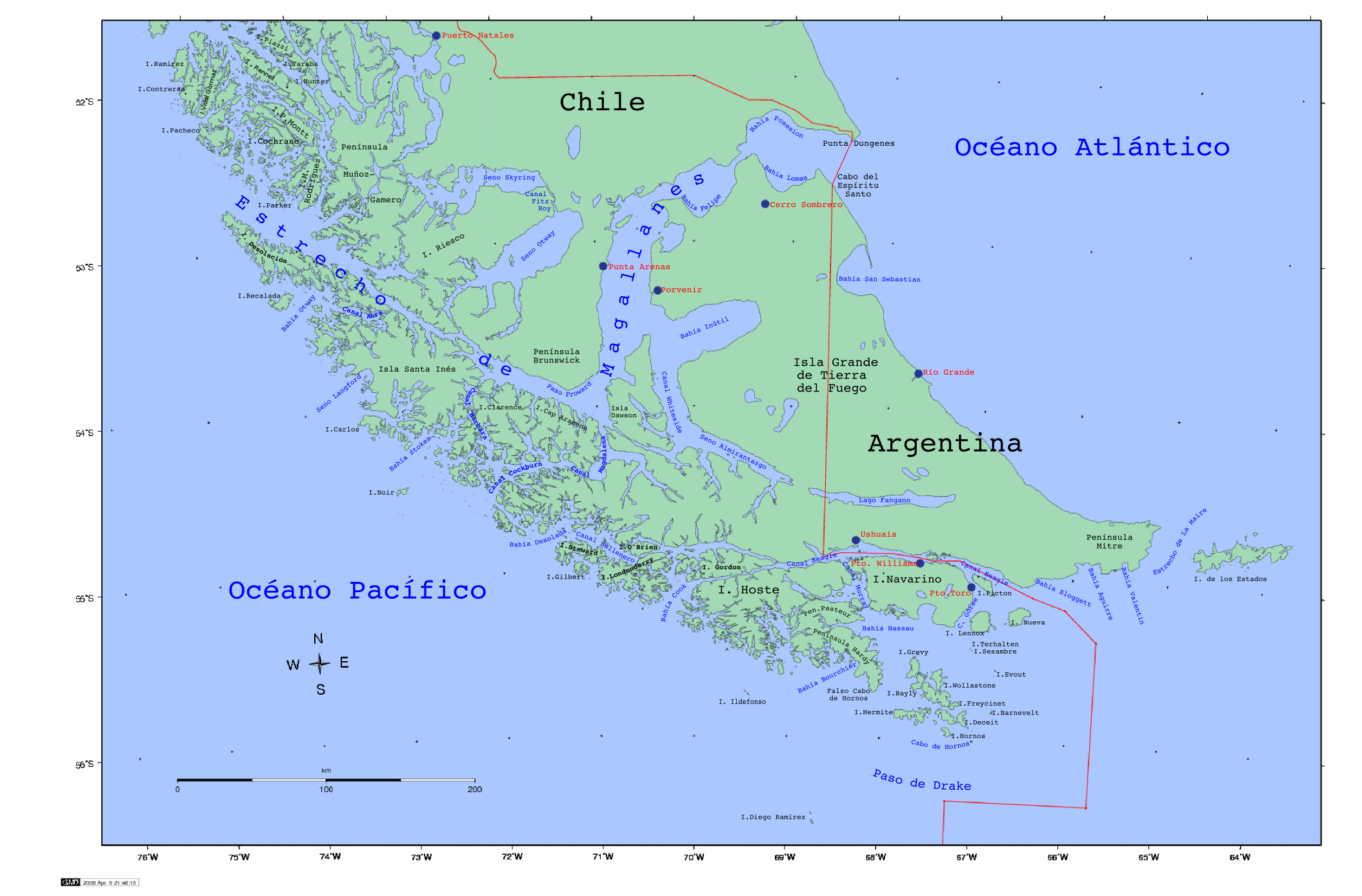
智利与阿根廷的国界

大火地岛（西班牙語：Isla Grande de Tierra del Fuego）是火地群岛的主岛，位于南半球的大西洋西南沿岸，临近南极海，與南美大陸隔著麥哲倫海峽，整体面积达47992平方公里。
1881年，智利与阿根廷在此地划定边界；其中东部归属于阿根廷火地省，面积18507.3平方公里，占全岛面积38.57%，首府为乌斯怀亚；而西部则归属于智利，面积29484.7平方公里，占全岛面积61.43%，分屬智利火地省，首府为波韋尼爾，與智利南極省。

## 簡介
火地島的冰川風光別具一格。冰川奇形怪狀，雪山重巒疊嶂，湖泊星羅棋布。最大的法尼亞諾冰川湖方圓數百平方公里。周圍群山環抱、森林密布，湖水清且靜，風光秀美。火地島的夏天白天長達近20個小時，半夜23時太陽才落入海面，凌晨4~5時，太陽又升起。由於島上的動植物資源保存較好，島上有不怕人的海豹和企鵝，有優良品種的羊和眾多的野兔，茂盛的山毛櫸樹構成了森林的主體。在島南面的海域一帶，還時常有巨大、珍貴的藍鯨出沒。另外，火地島的印地安土著奧那族人的流浪式生活和風俗也獨具特色。因此，火地島因其特殊的地域、神奇的自然和人文景觀，吸引了來自世界的旅遊者來此觀光。所以，阿根廷於1960年在島上建立了國家公園。